# Louis François Henri Colbert
Louis François Henri Colbert, greve de Croissy, född 1677, död 1747, var en fransk militär och diplomat. Han var bror till Jean-Baptiste Colbert, markis de Torcy och Charles-Joachim Colbert samt son till Charles Colbert.
Colbert avancerade under pfalziska och spanska tronföljdskrigen snabbt till generallöjtnant. 1714 sändes han som ambassadör till Karl XII i Stralsund, mottogs mycket väl av honom och blev själv mycket imponerad av kungens person. Strax före Stralsunds fall begav han sig till de allierades läger, men de förslag Colbert av Karl XII fått i uppdrag att framföra avslogs, ett omslag ägde rum i Frankrikes politik, och den svenskvänlige Colbert tilläts inte återvända till svenske kungen, trots att han ännu en tid till namnet kvarstod som ambassadör.